# 圣多梅尼科马焦雷广场

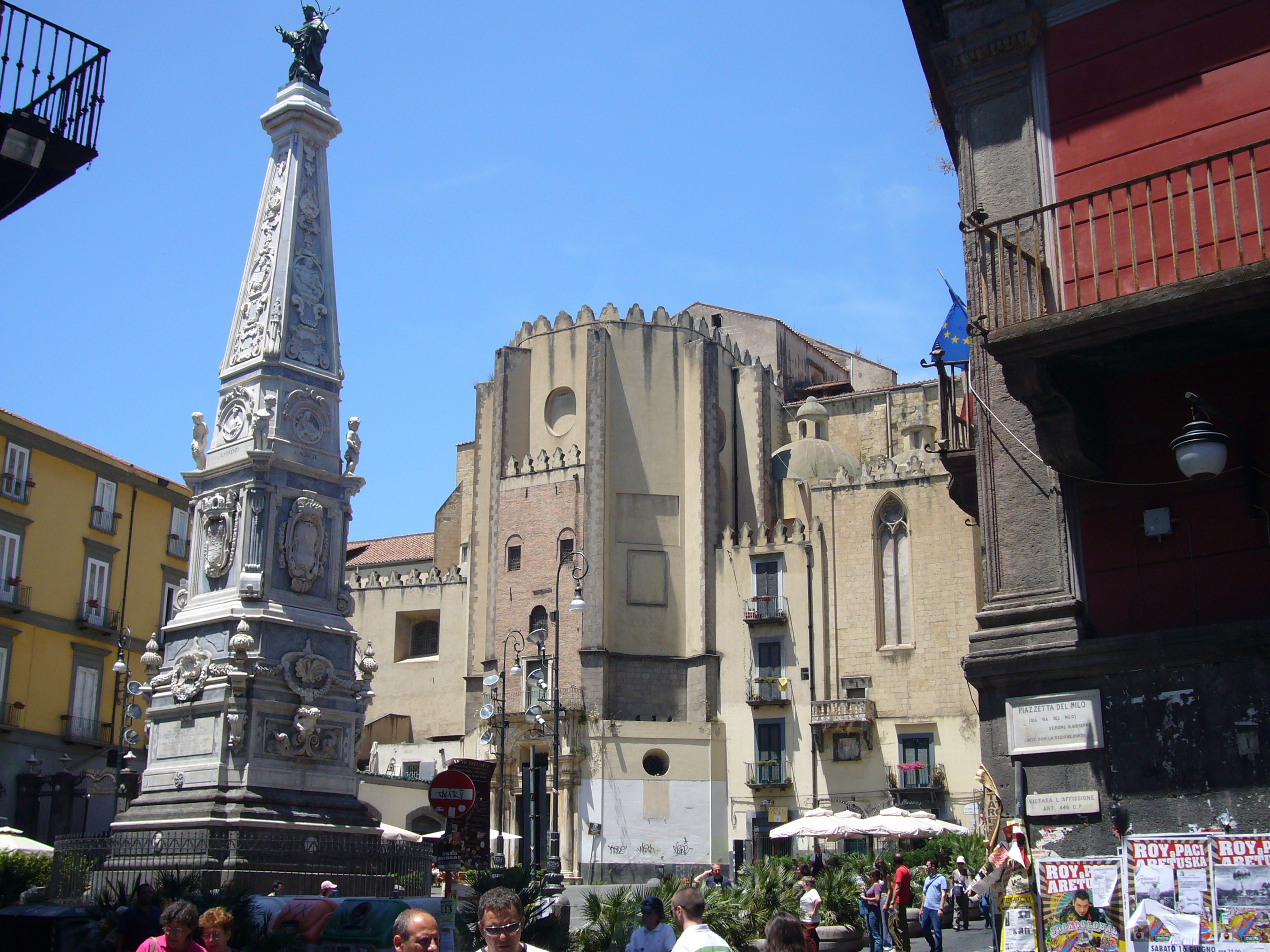
圣多梅尼科马焦雷广场

圣多梅尼科马焦雷广场（Piazza San Domenico）是意大利南部城市那不勒斯的一个广场。
这座教堂边伟大的阶梯广场由阿方索五世 (阿拉贡)建造，在古代此处曾是希腊城市Neapolis的东部城墙，历史上曾扮演过许多角色，从政治、商业、到神秘主义。圣多梅尼科马焦雷教堂是该市最美丽的教堂之一，正立面带有明显的东方特色。环绕广场还有许多经典建筑： 
- Palazzo Saluzzo di Corigliano（那不勒斯东方大学的校园之一）
- Palazzo di Sangro in Casacalenda
- Palazzo Petrucci